# 金格什
金格什，是匈牙利维斯普雷姆州所辖的一个村，总面积9.40平方公里，总人口521，人口密度55.4人/平方公里（2010年1月1日）。